# Болибрух, Андрей Андреевич
Андрей Андреевич Болибрух (30 января 1950, Москва — 11 ноября 2003, Париж) — российский математик, специалист в области аналитической теории дифференциальных уравнений, глобального анализа, топологии. Академик РАН (1997). Дал отрицательное решение 21-й проблемы Гильберта.

## Биография
Родился 30 января 1950 года в Москве в семье генерал-лейтенанта А. В. Болибруха. В 1967 году окончил с золотой медалью школу-интернат № 45 при ЛГУ, в 1972 году — механико-математический факультет МГУ (кафедра высшей геометрии и топологии, научный руководитель — М. М. Постников). Работал в отделе дифференциальных уравнений Математического института имени Стеклова, преподавал на кафедрах дифференциальных уравнений механико-математического факультета МГУ и высшей математики МФТИ.
Защитил кандидатскую диссертацию «О фундаментальной матрице системы Пфаффа типа Фукса». В 1989 году получил отрицательное решение 21-й проблемы Гильберта. В 1991 году защитил докторскую диссертацию «Проблема Римана — Гильберта». Профессор кафедры дифференциальных уравнений механико-математического факультета МГУ (1996). Заместитель директора Математического института имени Стеклова РАН.
Избран членом-корреспондентом РАН по Отделению математических наук в 1994 году, академиком РАН в 1997 году. Вице-президент Московского математического общества, член Американского математического общества.
Лауреат премии имени Ляпунова РАН за цикл работ «21-я проблема Гильберта для линейных фуксовых систем» (1995). В 2001 году был удостоен Государственной премии России в области науки и техники за цикл работ «Дифференциальные уравнения с мероморфными коэффициентами».
Область научных интересов: аналитическая теория дифференциальных уравнений, глобальный анализ, топология. Основные работы выполнены в теории линейных дифференциальных уравнений с регулярными особыми точками в комплексной области и на комплексном аналитическом многообразии, по проблеме Римана — Гильберта (21-й проблеме Гильберта для линейных фуксовых систем), по изомонодромным деформациям. Читал спецкурсы «Векторные расслоения и фуксовы дифференциальные уравнения», «Некоторые вопросы аналитической теории дифференциальных уравнений» на механико-математическом факультете МГУ.
Опубликовал 65 научных работ. Основные труды: «Проблема Римана — Гильберта» (Успехи математических наук, 1990), монография «The Riemann-Hilbert Problem» (соавтор Дмитрий Аносов, 1994), «Об аналитическом преобразовании к стандартной биркгофовой форме» (Доклады РАН, 1994), монография «21-я проблема Гильберта для линейных фуксовых систем» (Труды МИРАН им. В. А. Стеклова, т. 206, 1994), «The Riemann-Hilbert Problem and Fuchsian Differential Equations on the Riemann Sphere» (Proceedings of the International Congress of Mathematicians, Zurich 1994).
Уже будучи тяжело больным, написал книгу воспоминаний о годах учёбы и атмосфере 1970-х годов, в которой он вырос.
Скончался в Париже 11 ноября 2003 года после тяжёлой болезни. Похоронен в Москве на Троекуровском кладбище.